# Un po' di più (Nino Buonocore)
Un po' di più è un album raccolta del cantante italiano Nino Buonocore, pubblicato dall'etichetta discografica EMI nel 1993.
L'album, disponibile su long playing, musicassetta e compact disc, contiene 11 brani tratti dai 4 precedenti album dell'artista, cioè quelli incisi per la stessa casa discografica, più gli inediti Una canzone d'amore (quindicesimo classificato nella finale del Festival di Sanremo), Non piangere e Vorrei darti di più.

## Tracce

### Lato A
1. Una canzone d'amore
2. Boulevard
3. Il mandorlo
4. Non piangere
5. Un po' di più
6. Io mi inventerò
7. Scrivimi

### Lato B
1. Rosanna
2. Vorrei darti di più
3. Con l'acqua alla gola
4. Abitudini
5. Soli
6. La terra dei diamanti
7. Dopo l'amore

## Formazione
- Nino Buonocore – voce
- Beppe Basile – batteria
- Alfredo Paixao – basso
- Adriano Guarino – chitarra
- Maurizio Dei Lazzaretti – batteria
- Ernesto Vitolo – pianoforte
- Daniele Di Gregorio – percussioni
- Demo Morselli – tromba
- Paola Folli, Luca Jurman – cori